# Cirkel

Cirkel met middelpunt, diameter en straal

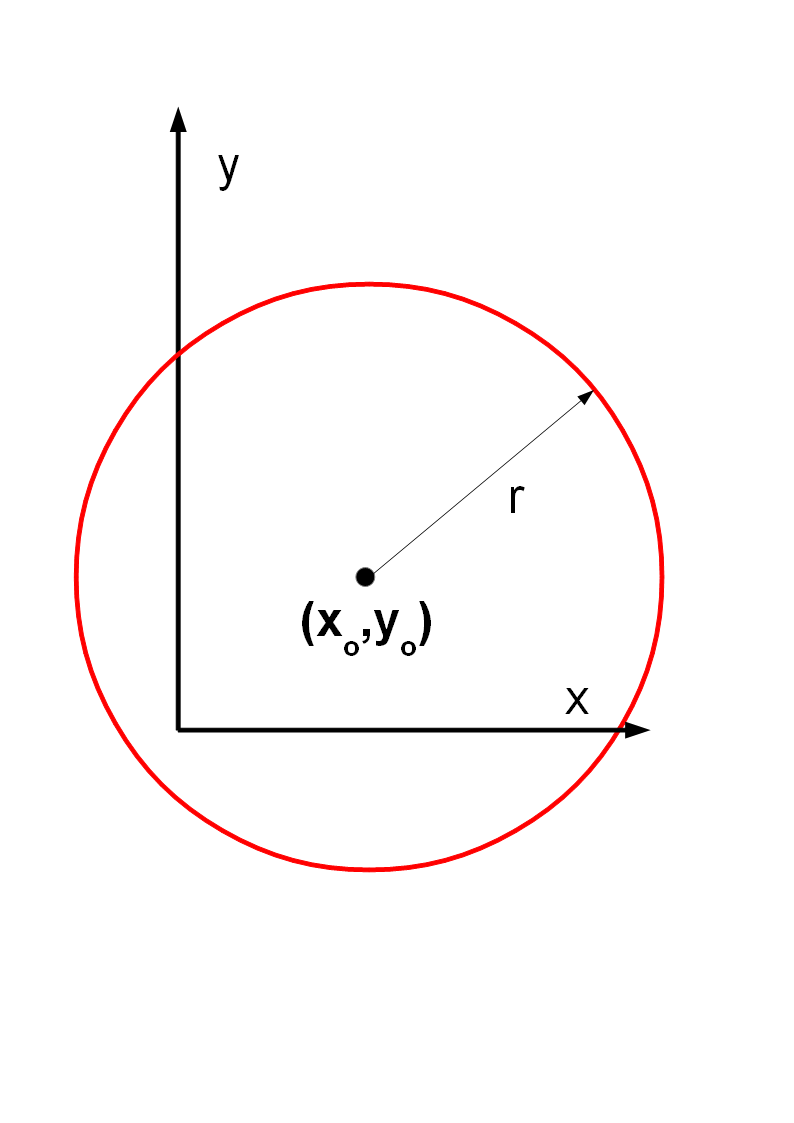
Een cirkel met middelpunt en straal

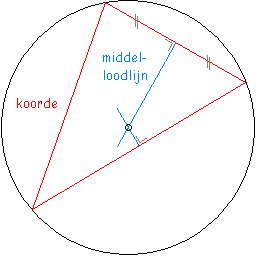
Middelloodlijnen van een driehoek van koorden snijden elkaar in het middelpunt van een cirkel

Cirkelboog, cirkelsector en cirkelsegment.

In de meetkunde is een cirkel een tweedimensionale figuur die wordt gevormd door alle punten die dezelfde afstand tot een bepaald punt hebben. Dit punt, in de figuur aangeduid  met {\displaystyle M}, heet het middelpunt van de cirkel. De afstand heet straal en wordt in de figuur aangeduid met {\displaystyle r}.
Om de maat van een cirkel aan te duiden kan ook de diameter worden gebruikt, {\displaystyle d} in de figuur. De diameter is de grootste afstand tussen twee punten van een cirkel en exact tweemaal zo groot als de straal. Soms wordt met de cirkel niet de kromme bedoeld, maar de verzameling van alle punten op en binnen die kromme. Alle punten binnen een cirkel worden ook een schijf genoemd. Een lijnstuk waarvan de grenspunten op de cirkel liggen, noemen we een koorde. Elke koorde die door het middelpunt van de cirkel gaat, is een middellijn van die cirkel. De lengte van de middellijn is de diameter.
De cirkel is de figuur met het grootste isoperimetrisch quotiënt, dat wil zeggen met het grootste oppervlak bij een gegeven lengte. Een cirkel is rotatie- of cirkelsymmetrisch. 

## Vergelijkingen
De wiskundige vergelijking voor de punten {\displaystyle (x,y)} in een tweedimensionaal assenstelsel, die een cirkel vormen met middelpunt {\displaystyle (x_{0},y_{0})} en straal {\displaystyle r}, is
{\displaystyle (x-x_{0})^{2}+(y-y_{0})^{2}=r^{2}}.
Als het middelpunt van de cirkel de oorsprong is, kan dit worden vereenvoudigd tot:
{\displaystyle x^{2}+y^{2}=r^{2}}.
Een cirkel om de oorsprong met straal 1 heet de eenheidscirkel.
In poolcoördinaten is de parametervoorstelling, met parameter {\displaystyle \phi }:
{\displaystyle x=x_{0}+r\cos(\phi )},
{\displaystyle y=y_{0}+r\sin(\phi )}.
De omtrek {\displaystyle O} van een cirkel met straal {\displaystyle r} is:
{\displaystyle O=2\pi r=\pi d},
waarin {\displaystyle \pi } de wiskundige constante pi, is, dus bij benadering 3,14, en {\displaystyle d=2r} de diameter van de cirkel.
De oppervlakte {\displaystyle A} van de cirkelschijf is:
{\displaystyle A=\pi r^{2}={\tfrac {1}{4}}\pi d^{2}}.
De lengte van een cirkelboog met een corresponderende middelpuntshoek van {\displaystyle t} radialen en een straal {\displaystyle r} is het product {\displaystyle r\cdot t}.

### In barycentrische coördinaten
In barycentrische coördinaten ten opzichte van een gegeven driehoek ABC is de vergelijking van een cirkel
{\displaystyle a^{2}yz+b^{2}xz+c^{2}xy-(x+y+z)(p_{a}x+p_{b}y+p_{c}z)=0}
waarin {\displaystyle p_{a},p_{b}} en {\displaystyle p_{c}} de machten van {\displaystyle A,B} en {\displaystyle C} ten opzichte van de cirkel zijn.

## Cirkel door drie punten
Door drie willekeurige punten die niet op een lijn liggen is een cirkel bepaald. Het is de omgeschreven cirkel van de driehoek die de punten vormen. De middelloodlijnen van de zijden van deze driehoek gaan door een punt. Dit snijpunt ligt op gelijke afstand van de drie punten, dus is het middelpunt van de cirkel waar de drie hoekpunten van de driehoek op liggen.
Een cirkel heeft oneindig veel symmetrieassen, iedere lijn door het middelpunt is er een. Een cirkel heeft maar een symmetriemiddelpunt: het middelpunt van de cirkel.

## Afgeleiden
Het begrip cirkel kan in een metrische ruimte van meer dan twee dimensies tot de sfeer worden gegeneraliseerd. In het tweedimensionale geval met een andere metriek wordt het nog steeds cirkel genoemd. Een bol komt overeen met een cirkelschijf in meer dimensies.
Het beeld van een cirkel die onder een hoek wordt bekeken, is een ellips. Een cirkelring is het oppervlak tussen twee concentrische cirkels.

## Onderdelen
- boog of cirkelboog: deel van een cirkel
- sector: deel van het cirkeloppervlak
- segment: deel van het cirkeloppervlak ingesloten door een cirkelboog en de koorde tussen de eindpunten van die cirkelboog

## Websites
- De oppervlakte van een cirkel